# Caulleriella dimorphosetosa
Caulleriella dimorphosetosa är en ringmaskart som beskrevs av Anne D. Hutchings och Murray 1984. Caulleriella dimorphosetosa ingår i släktet Caulleriella och familjen Cirratulidae. Inga underarter finns listade i Catalogue of Life.